# Cistografia
La cistografia (detta anche cisto-uretrografia minzionale) è una procedura radiologica utilizzata per visualizzare il basso apparato escretore (vescica urinaria ed uretra) e studiarne lo stato e la funzionalità.

## Indicazioni
L'esame viene eseguito nel sospetto di:
- Reflusso vescico-renale
- Incontinenza urinaria (da sforzo, post-chirurgica o da urgenza)
- Difficoltà di minzione non specificate

## Controindicazioni e reazioni indesiderate
Lo stato di gravidanza è una controindicazione assoluta alla esecuzione dell'esame.
Nel caso di pazienti con anamnesi di allergie il tipo di allergia va comunicato al medico prima di sottoporsi all'esame. Se l'esecuzione dell'esame risulta fondamentale per una corretta diagnosi nei pazienti sensibili è possibile ricorrere a trattamenti antiallergici preventivi.

## Procedura
Utilizzando un catetere vescicale, viene introdotto nella vescica un mezzo di contrasto fino al raggiungimento di una  capacità vescicale di circa 400-500 ml (nell'adulto) ed in seguito vengono eseguite delle radiografie.
Il numero dei radiogrammi che vengono acquisiti nel corso dell'esame varia a seconda del sospetto e quindi del quesito clinico ed ai reperti che vengono riscontrati nel corso dell'esame. L'esame, trattandosi di una procedura radiologica, è eseguito direttamente dal medico radiologo.
Una cistografia richiede una minore quantità di radiazioni rispetto ad un esame TAC, anche se, per la diagnosi dei tumori, è meno sensibile e specifico di essa o della risonanza magnetica.

Di norma l'esame non è molto doloroso. L'introduzione del catetere in vescica può risultare parzialmente fastidiosa, in particolare nel sesso maschile.

## Finalità
Attraverso la cistografia classica è possibile osservare il riempimento della vescica, il suo svuotamento e la sua evacuazione. L'esame permette inoltre di valutare lo stato dell'uretra.
La cistografia può essere utilizzata per diagnosticare e localizzare anomalie della parete vescicale, dovute per esempio a polipi vescicali o a carcinomi. Anche i calcoli vescicali vengono diagnosticati con facilità così come anomalie dello svuotamento, evidenziate durante la minzione, come il reflusso vescico-ureterale o la permanenza di urina residua nella vescica dopo minzione, possibile indice della presenza di una ostruzione a livello uretrale.
La cistografia per via retrograda è l'esame di elezione nella diagnosi di reflusso ureterale.
Nel caso di polipi o sospetti tumori vescicali la diagnosi andrà confermata mediante cistoscopia ed eventuale biopsia).